# Saint-Hilaire-de-Beauvoir
Saint-Hilaire-de-Beauvoir là một commune thuộc tỉnh Hérault trong vùng Occitanie ở phía nam nước Pháp.